# Himero (virrey parto)
Himero (siglo II a. C.) fue un virrey parto de Mesopotamia durante las luchas entre el Imperio seléucida y los partos.
La expansión parta iniciada en el 167 a. C. había arrebatado territorios al reino grecobactriano además de conquistar Media y Atropatene, lo que permitió a Mitrídates I tener suficiente fuerza para conquistar Mesopotamia en el año 141 a. C. a Demetrio II Nicátor, que fue capturado en el 139 a. C.. Tras la muerte de Mitrídates I ocupó el trono su hijo Fraates II.
La figura de Himeros aparece por primera vez en un texto cuneiforme fechado en el mes II del 182 SEB (mayo-junio 130 a. C.) como encargado de los asuntos de Babilonia y Seleucia del Tigris, las ciudades más importantes de Mesopotamia. Su posición no duró mucho, pues el monarca seleúcida Antíoco VII Evergetes conquistó la región pocos meses después. La reacción de Fraates II permitió recuperar la región además de derrotar y matar al rey seléucida (octubre 129 a. C.).
Tras su victoria, Fraates nombró a Himero virrey de Mesopotamia con el objetivo de controlar y organizar todos los recursos para la campaña que el rey tenía previsto emprender contras las tribus nómadas en la parte oriental del reino. Sin embargo como afirma Trogo en su obra, el gobierno de Himero se volvió despótico y provocó la rebelión de la población de Babilonia. La situación fue aprovechada por Espaosines. Años antes, la caída de Mesopotamia, había permitido al sátrapa de Caracene, Espaosines, declararse independiente y expandir su autoridad por todo el sur de Mesopotamia.
Espaosines aprovechó la ausencia del rey Fraates y de la rebelión contra Himero, para expandir su poder al centro de Mesopotamia. Himero fue derrotado y expulsado en el 127 a. C.. Espaosines pudo mantener su poder hasta el año 126 a. C. cuando fue expulsado por el rey Bagasis. 
La difícil situación de Partia durante esta época hace que carezcamos de más datos sobre Himero. No sabemos si volvió al cargo o fue muerto durante este periodo. Existe una mención posterior a un sátrapa parto rebelde de Mesene, de nombre Himero, que fue derrotado por Mitrídates II (121 a. C. - 91 a. C.), sin embargo carecemos de suficientes datos para poder establecer un paralelismo.